# Griemeringhauser Bach
Der Griemeringhauser Bach ist ein ca. 700 m langer rechter Nebenfluss der Wupper, die hier im Oberlauf Wipper genannt wird. Der Bach entspringt auf 371 m Höhe in einem Quellteich östlich des Marienheider Ortsteils Griemeringhausen und fließt in südwestlicher Richtung am Rand des Siedlungsgebiets talwärts. Dabei nimmt er von links den Levensiepen auf.
Bei Singern mündet der Griemeringhauser Bach auf 334 m Höhe in der Wupper.